# Rob Van de Velde
Robert (Rob) Van de Velde (Berchem, 14 februari 1967) is een Belgische voormalig politicus van Lijst Dedecker en N-VA.

## Levensloop
Van de Velde studeerde marketing aan het Sint-Eligiusinstituut en vulde dit later aan met een bachelor handelswetenschappen aan de toenmalige Handelshogeschool. Hij nam verschillende functies in verkoop en marketing op bij onder andere Gillette en Stanley Works.
In 2007 werd hij voor LDD lid van de Kamer van volksvertegenwoordigers, wat hij bleef tot in 2010. Hij kwam in de Kamer terecht als opvolger van Jurgen Verstrepen, die verkoos om in het Vlaams Parlement te blijven zetelen.
In 2009 kwam hij in de aandacht van de media nadat de krant De Morgen hem noemde in een zaak rond frauduleuze faillissementen via sterfhuisconstructies in 2003-2004. Van de Velde gaf aan dat hij te goeder trouw handelde. De Morgen stelde in het artikel dat hij niet vervolgd werd wegens zijn parlementaire onschendbaarheid, het parket van Leuven stelde later echter dat hij enkel gehoord werd als getuige in de zaak.
Bij de federale verkiezingen in 2010 was Van de Velde lijsttrekker voor LDD in de kieskring Antwerpen. Hij haalde 4.261 voorkeurstemmen, maar raakte niet verkozen aangezien LDD de kiesdrempel er niet haalde. In september 2010 stapte hij over naar N-VA. Van 2010 tot 2013 was hij fractiesecretaris van deze partij in de Kamer.
Bij de gemeenteraadsverkiezingen van 2012 stond hij op de 10de plaats van de N-VA-lijst in de stad Antwerpen. Hij haalde 4.081 voorkeurstemmen, en werd daarmee als 5de verkozen op de lijst. Van 2013 tot 2018 was hij er gemeenteraadslid en schepen van Ruimtelijke Ordening en Stadsontwikkeling. Vanwege zijn nieuwe ambt stopte Van de Velde als secretaris in de Kamer. Bij de federale verkiezingen van 2014 werd hij voor de N-VA in de kieskring Antwerpen verkozen als Kamerlid, wat hij bleef tot in 2019. Hij ging in de commissie financiën zetelen.
In juni 2017 kondigde Van de Velde aan dat hij nog voor de gemeenteraadsverkiezingen van 2018 zou opstappen als Antwerps schepen. Naar eigen zeggen stopte hij om privéredenen, maar volgens tegenstanders was hij door zijn eigengereide optreden in bouwdossiers en het bijbehorende perceptieprobleem al langer uit de gratie gevallen binnen zijn partij. Pas na enkele maanden, in april 2018, verliet hij het schepencollege en de gemeenteraad effectief. Sindsdien is hij zelfstandig ondernemer. Hij ging aan de slag in de vastgoedsector, waar hij als schepen ook voor bevoegd was, wat meteen vragen over ethiek opriep. Ook bij de federale verkiezingen van 2019 stelde hij zich geen kandidaat meer.
Van de Velde huwde met Evi Van der Planken, die sinds 2013 districtsburgemeester is van Berchem, eveneens voor N-VA. Na zijn vertrek uit de politiek in 2018, werd hij tweede statutair zaakvoerder in het advocatenkantoor van Van der Planken. Samen hebben ze twee kinderen. Van de Velde heeft ook twee kinderen uit een vorig huwelijk.